# Michaelstein (Isar)
Der Michaelstein, früher auch Michaelsstein oder St. Michaelsstein, auf einem aktuellen Stadtplan auch nur Michlstein, ist ein Felsblock im Flussbett der Isar östlich von Baierbrunn im Landkreis München, unterhalb (nördlich) des größeren und bekannteren Georgensteins.

## Geographie
Der Michaelstein liegt bei Flusskilometer 163,0 im Landschaftsschutzgebiet Isartal am westlichen Rand des gemeindefreien Gebietes Grünwalder Forst (Gemarkung Grünwalder Forst, Gemarkungsteil 2) östlich von Baierbrunn, gut 10 Meter vom östlichen Flussufer entfernt, und rund 160 Meter flussabwärts vom Georgenstein, zusammen mit einigen kleineren Felsblöcken. Die Gemeindegrenze wird hier durch das westliche Flussufer gebildet.

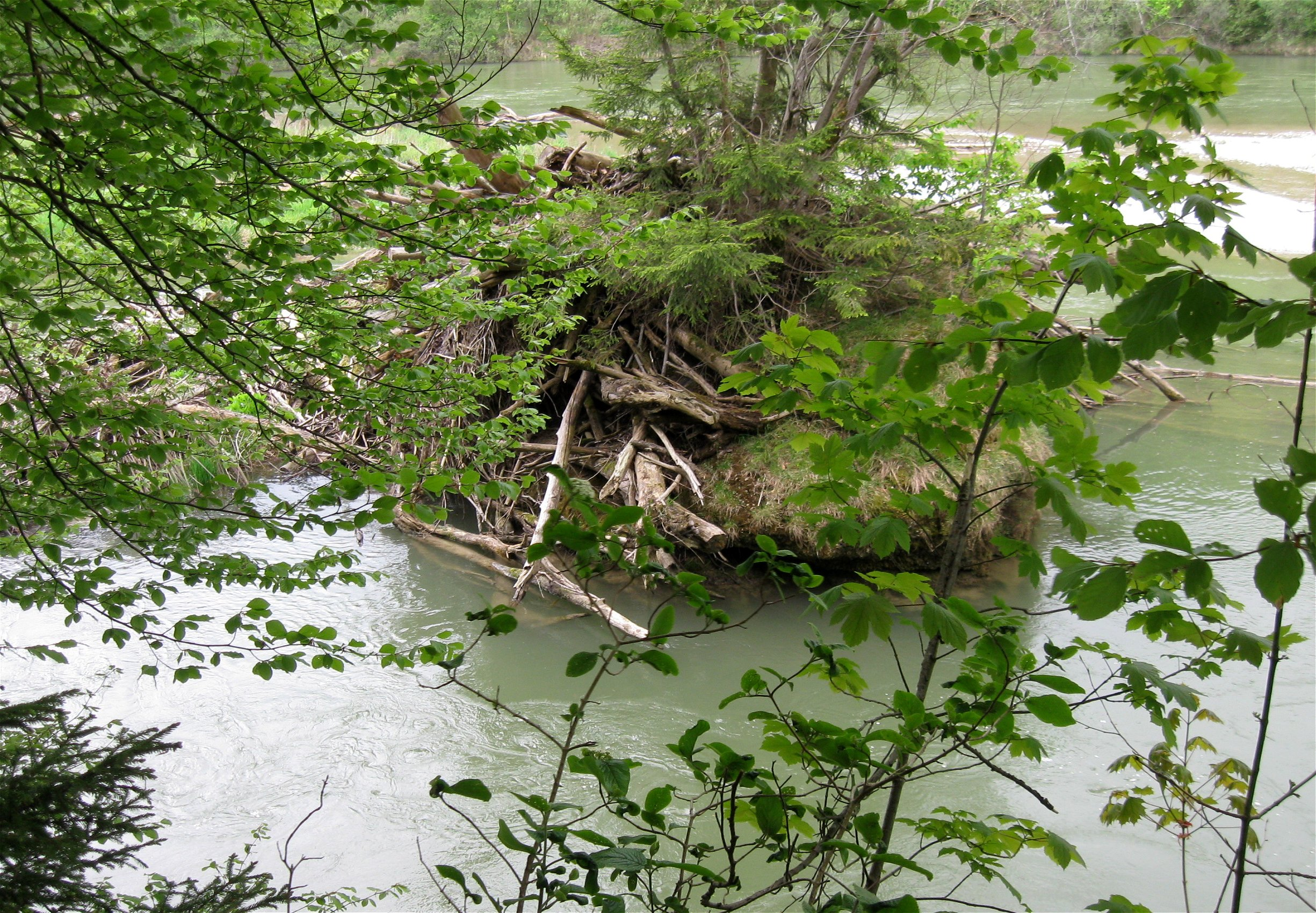
Nahaufnahme des Michaelsteins

Dieser Abschnitt der Isar, der bereits zum Unterlauf des Flusses gehört, weist einige namenlose Kiesinseln unmittelbar westlich an den Felsen anschließend auf. Alle Kiesinseln zwischen Flusskilometer 164,6 (Zusammenfluss von freier Isar
und Isarkanal nördlich des Kraftwerkes Mühltal) und Flusskilometer 162,5 (Baierbrunner
Wehr) dürfen während der Brutzeit nicht betreten werden.
Obwohl von Wasser umgeben, gelten Felsblöcke wie der Michaelstein aufgrund ihrer Entstehung ebenso wie andere Steine nicht als Insel. Der Michaelstein ist 12 Meter lang und sieben Meter breit, und erhebt sich rund zwei Meter über den Wasserspiegel des Flusses, der an dieser Stelle seinerseits auf 544 Meter Meereshöhe liegt. Der Felsblock ist wesentlich flacher als der steil aus dem Fluss aufragende Georgenstein. Ebenso wie auf den benachbarten Kiesinseln sammelt sich hier regelmäßig Treibholz bei Hochwasser.
Der Michaelstein hat die gleiche Entstehungsgeschichte wie der Georgenstein. Es handelt sich daher geologisch ebenfalls um einen Bock des Deckenschotters aus dem Altpleistozän, der vom östlichen Isarhang abgerissen und auf den unterliegenden Tertiärschichten aus dem Miozän in das Flussbett gerutscht ist. Er besteht aus einem Konglomeratgestein, in Südbayern Nagelfluh genannt. Im Gegensatz zum Georgenstein ist der Michaelstein nicht im Geotopkataster des Bayerischen Landesamtes für Umwelt erfasst.
Hoch über dem Michaelstein und dem Georgenstein thront die alte Römerschanze von Grünwald, die eine Meereshöhe von 615,8 Metern hat und damit rund 70 Meter über dem Flussbett liegt.

## Geschichte
Die Stromschnellen auf der Höhe des Michaelsteins und des Georgensteins machten früher den Flößern sehr zu schaffen. So heißt es im Topo-geographisch-statistischen Lexicon vom Königreiche Bayern von 1831: ...bei dem Michaelsstein, Georgstein und Grünwald sind für die Floßfahrt gefährliche Stellen; oft stürzt hier der Fluß mit Gewalt auf die Felsen an, so dass die Flöße scheitern.
Die Anlage eines Leitdamms zum Georgenstein, der die Strömung links um den Felsen leitet, entschärfte auch den flussabwärts gelegenen Michaelstein.
Die Flößerei wurde etwa vom 12. Jahrhundert bis zu Beginn des 20. Jahrhunderts zum Transport von Gütern, vor allem Holz, betrieben.
Bevor der Michaelstein seinen heutigen Namen im frühen 19. Jahrhundert erhielt, war er als „Kleiner Heiner“ bekannt, während der spätere Georgenstein „Großer Heiner“ hieß.
Heute haben die Floßfahrten auf der Isar von Wolfratshausen nach München volksfestartigen Unterhaltungscharakter.

## Film
- Lorenz Knauer: Die Isar-Von der Quelle bis zur Mündung/Kul-Tour (DVD, 12. Oktober 2004)